# Larry Clemmons
Larry Clemmons (Chicago, 25 novembre 1906 – Friday Harbor, 22 luglio 1988) è stato uno sceneggiatore statunitense.

## Biografia
Laureato in architettura presso l'Università del Michigan, non riuscì a trovare lavoro a causa degli effetti della Grande Depressione ed accettò l'offerta di Walt Disney di lavorare presso gli Hyperion Studios. Dopo qualche anno divenne assistente animatore per la serie Mickey Mouse. Si ritirò nel 1978. 
Dal 1937 fino alla morte è stato sposato con la modella Carletta Clarinda Hatch.
È morto nel 1988 per insufficienza renale.

## Filmografia parziale

### Doppiatore
- Le avventure di Bianca e Bernie (1977)

### Sceneggiatore
- La lepre e la tartaruga (1935)
- Jimmy porcellino inventore (1939)
- Il drago recalcitrante (1941)
- Winny-Puh l'orsetto goloso (1966)
- Il libro della giungla (1967)
- Troppo vento per Winny-Puh (1968)
- Gli Aristogatti (1970)
- Robin Hood (1973)
- Le avventure di Winnie the Pooh (1977)
- Le avventure di Bianca e Bernie (1977)
- Red e Toby nemiciamici (1981)